# Pod czułą kontrolą
Pod czułą kontrolą (ang. Tender Mercies) – amerykański dramat obyczajowy z 1983 roku w reżyserii Bruce’a Beresforda. Zdjęcia kręcono w Waxahachie i Palmer w stanie Teksas.

## Fabuła
Mac Sledge był piosenkarzem country. Ale ostatnio częściej zagląda do kieliszka niż występuje. Trafia do motelu w meksykańskim miasteczku. Jego właścicielka Rosa, samotna matka, postanawia pomóc przybyszowi. W zamian za nocleg i wyżywienie oferuje mu pracę.

## Obsada
- Robert Duvall jako Mac Sledge
- Tess Harper jako Rosa Lee
- Betty Buckley jako Dixie Scott
- Wilford Brimley jako Harry
- Ellen Barkin jako Sue Anne
- Allan Hubbard jako Sonny
- Lenny Von Dohlen jako Robert

## Nagrody i nominacje
Oscary za rok 1983
- Najlepszy scenariusz oryginalny – Horton Foote
- Najlepszy aktor – Robert Duvall
- Najlepszy film – Philip Hobel (nominacja)
- Najlepsza reżyseria – Bruce Beresford (nominacja)
- Najlepsza piosenka – Over You – muz. i sł. Austin Roberts, Bobby Hart (nominacja)

Złote Globy 1983
- Najlepszy aktor dramatyczny – Robert Duvall
- Najlepszy dramat (nominacja)
- Najlepsza reżyseria – Bruce Beresford (nominacja)
- Najlepsza aktorka drugoplanowy – Tess Harper (nominacja)
- Najlepsza piosenka – Over You – muz. i sł. Austin Roberts, Bobby Hart (nominacja)